# 10 fenigów wzór 1917

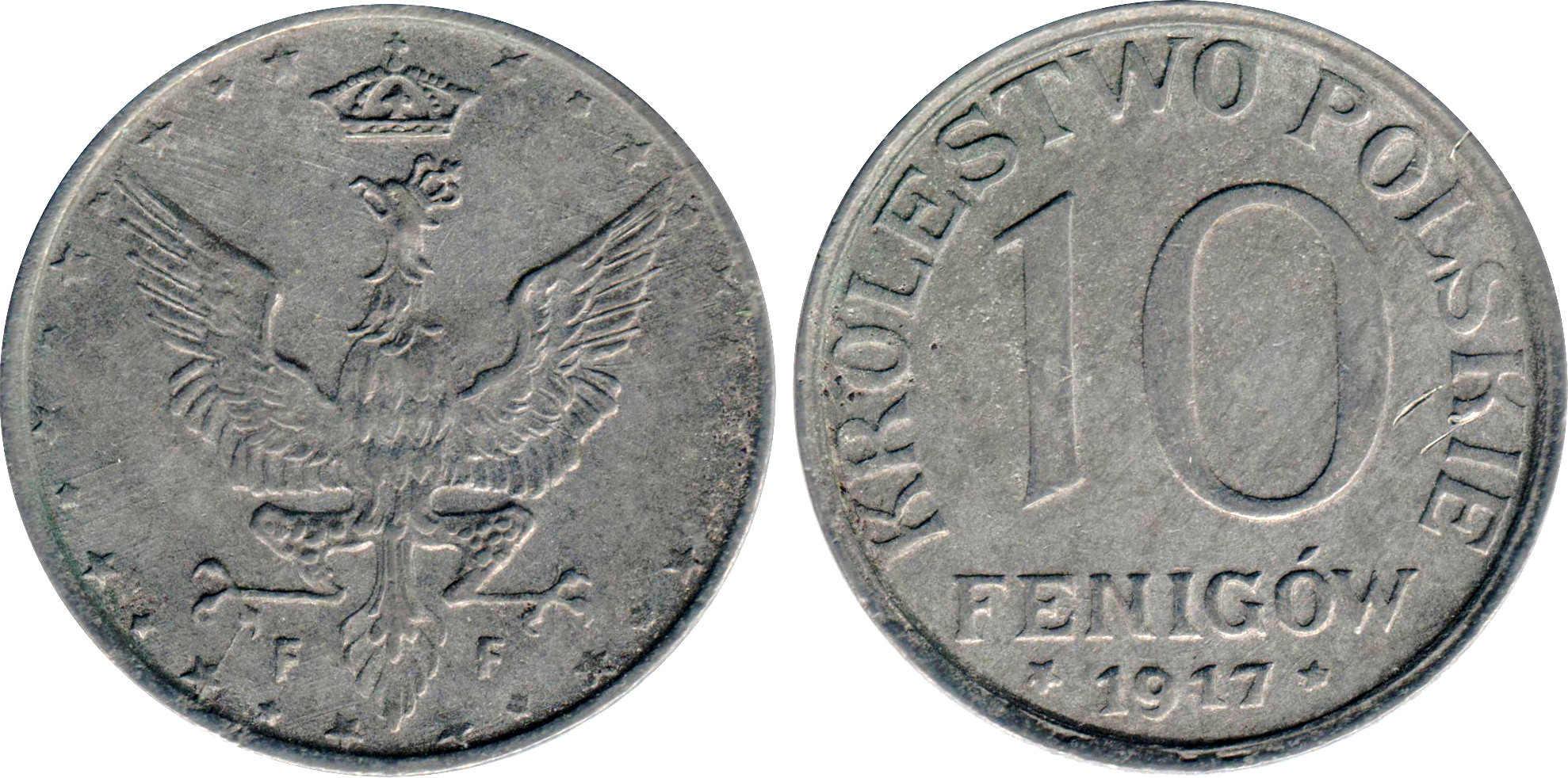
10 fenigów 1917 z napisem bliżej obrzeża

10 fenigów wzór 1917 – moneta dziesięciofenigowa, wprowadzona do obiegu w Generalnym Gubernatorstwie Warszawskim 16 lutego 1917, wycofana z obiegu w II Rzeczypospolitej 1 lipca 1924 w wyniku reformy walutowej Władysława Grabskiego.
Dziesięciofenigówkę wzoru 1917 bito z datami rocznymi 1917 oraz 1918.

## Awers
W centralnym punkcie umieszczono orła w koronie, z dużą dodatkową koroną nad głową, po dwóch stronach ogona litery F F – znak mennicy w Stuttgarcie, a dookoła całości gwiazdki.

## Rewers
Na tej stronie monety znajduje się cyfry 10, poniżej napis „FENIGÓW”, a pod nim rok 1917 lub 1918, z pojedynczymi gwiazdkami przed i po dacie, dookoła napis „KRÓLESTWO POLSKIE”.

## Nakład
Mennica w Stuttgarcie biła monety na krążkach stalowych o średnicy 21 mm i masie 3,57 grama, z rantem gładkim, według wzoru nieznanego na przełomie XX i XXI w. projektanta.
Niektóre katalogi podają informację, że krążki mennicze były poddawane specjalnemu procesowi cynkowania cienką warstwą, zwanym po niemiecku sheradisierung.
Nakłady monety w poszczególnych rocznikach wynosiły:
| Lp. | Rocznik | Nakład (sztuk) | Zdjęcie |
| --- | ------- | -------------- | ------- |
| 1   | 1917    | 33 000 000     |         |
| 2   | 1918    | 14 990 000     |         |

## Opis

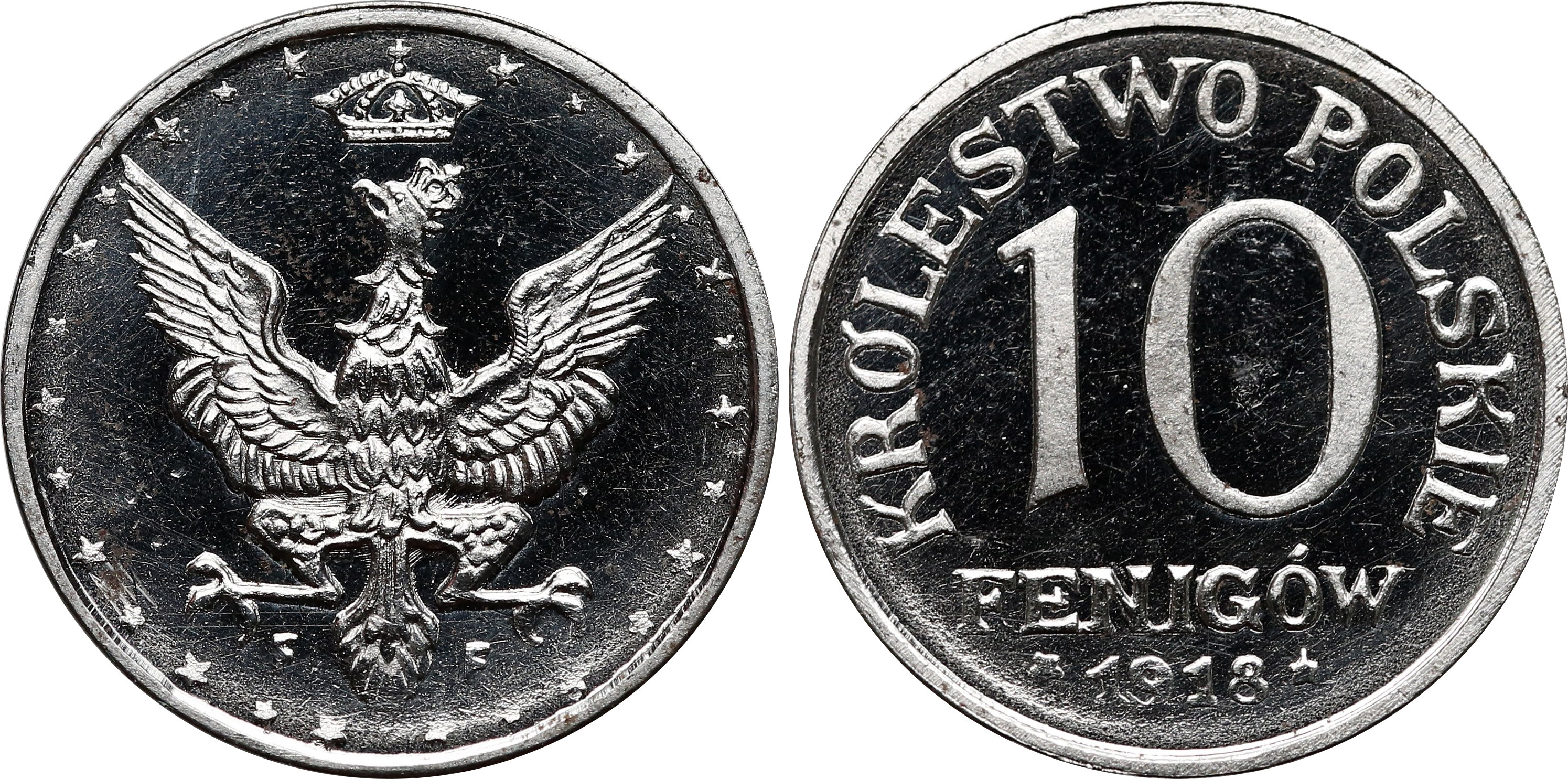
Wersja lustrzana rocznika 1918

W katalogu specjalizowanym Jerzego Chałupskiego opisanych zostało osiem wariantów / odmian rocznika 1917.
W katalogach popularnych wydawanych na przełomie XX i XXI w. corocznie (wydawnictwa Nefryt i Fischer) odnotowywana jest tylko jedna odmiana rocznika 1917 – z napisem otokowym na rewersie bliżej obrzeża. Odmiana ta występuje również w obrocie kolekcjonerskim.
W katalogu Czesława Kamińskiego wydawanym w latach 1972–1992, dopiero w 6. wydaniu, z 1983 r., pojawiła się informacja, że rocznik 1917 bito również w cynku. Ten zapis zniknął jednak w następnych wydaniach (1988 i 1992), a zamiast niego podano, że dla obydwu roczników (1917 i 1918) istnieją egzemplarze z orłem dotykającym skrzydłami brzegu obwódki na awersie.
W obrocie kolekcjonerskim pojawiają się również egzemplarze obydwu roczników wybite stemplem lustrzanym.